# Ugrzele
Ugrzele – wieś w Polsce, w województwie wielkopolskim, w powiecie krotoszyńskim, w gminie Krotoszyn. Liczy około 60 mieszkańców.
Do 2023 miejscowość była częścią wsi Baszyny.
W latach 1975–1998 Ugrzele administracyjnie należaya do województwa kaliskiego.